# Jošavka (rijeka)
Jošavka je rijeka u Bosni i Hercegovini, najveća pritoka rijeke Vrbanje u koju se ulijeva u općini Čelinac.
Izvire na sjeveroistočnim padinama Uzlomca (n/v oko 500 m); teče kroz istoimeno mjesto i još nekoliko naselja. Ima ukupno 17 pritoka. Među većim su desne: Stankova rijeka, Jelovača, Malevica, Grabov potok, Gozna i Savića potok, a lijeve: Jevđevića potok, Crna rijeka i Repušnica.
Korito rijeke je neuređeno što dovodi do čestih poplava, osobito pri ušću (na širem području Čelinca.
Od Čelinca, uzvodno, većim dijelom doline Jošavke prolazi prometni koridor u kojem su željeznička pruga Banjaluka–Doboj–Sarajevo–Ploče i lokalna cesta (preko mjesta Ukrina (niz rijeku Ukrinu) za Doboj.

## Poveznice
- Porječje Vrbasa
- Čelinac